# Ylva Johansson
Ylva Julia Margareta Johansson, född 13 februari 1964 i Huddinge, är en svensk politiker (socialdemokrat, tidigare vänsterpartist), som var EU-kommissionär med ansvar för inrikes frågor från 2019 till 2024.
Johansson började sin karriär som riksdagsledamot för Vänsterpartiet kommunisterna (VPK) åren 1988–1991. Efter att ha bytt parti var hon sedan socialdemokratisk skolminister 1994–1998. Hon lämnade regeringen 1998 men gjorde comeback som vård- och äldreomsorgsminister 2004–2006. Från valet 2006 var hon åter riksdagsledamot, nu för Socialdemokraterna. 2014–2019 var hon arbetsmarknadsminister.

## Bakgrund
Ylva Johansson är dotter till utredningssekreteraren Börje Johansson och psykoterapeuten Ulla Johansson. Hon är utbildad lärare vid Lunds universitets ämneslärarutbildning i matematik och fysik 1985–1988 och vid Lärarhögskolan i Stockholm 1991–1992. Johansson arbetade som lärare 1988 och 1992–1994 i matematik, fysik och kemi.  

## Karriär
Johanssons politiska karriär började med att Kommunistisk Ungdom drev hennes kandidatur inför riksdagsvalet 1988. Hon var riksdagsledamot för Vänsterpartiet kommunisterna åren 1988–1991. Vid invalet var hon riksdagens yngsta ledamot. Under mandatperioden var hon suppleant i utbildningsutskottet.
1992 lämnade hon Vänsterpartiet, som hon tyckte visade en oförmåga att göra upp med sitt förflutna och ompröva sin politik. Senare gick hon in i Socialdemokraterna och utsågs till skolminister när regeringen Carlsson III tillträdde 1994. När den ersattes av regeringen Persson 1996 fick hon förnyat förtroende. 1998 tvingades dock hon lämna regeringen sedan hon inlett ett kärleksförhållande med finansministern Erik Åsbrink, vilket var en situation som enligt statsministerns bedömning inte var hållbar i en regering.
Från 1998–1999 var Johansson anställd på Telia Business Innovation. Hon var sedan vice vd (även vd viss tid) för utbildningsföretaget Att Veta AB 2000–2004. Företaget ägdes av Svenska kommunförbundet, ett antal fackförbund och Lernia. Hon medverkade till att avveckla verksamheten och sommaren 2004 avgick hon som verkställande direktör i samband med att hon blev vård- och äldreomsorgsminister. Ett år senare lades bolaget ned, förlusterna uppgick då till 200 miljoner kronor.
Hon var även ordförande för nätverket Vänster för Europa från april till augusti 2004.
Johansson var vård- och äldreomsorgsminister i regeringen Persson åren 2004–2006. Hon försvarade den stopplag som regeringen infört, som reglerade utförsäljningen av sjukhus till privata intressen. Hon försvarade också statliga Apotekets monopol på läkemedelsförsäljning.
Under Socialdemokraternas oppositionsår 2006–2014 var Johansson ledamot 2006–2007 och vice ordförande 2007–2010 i socialutskottet och därefter vice ordförande för arbetsmarknadsutskottet 2010–2014.  Hon var också ledamot i Krigsdelegationen 2007–2014.

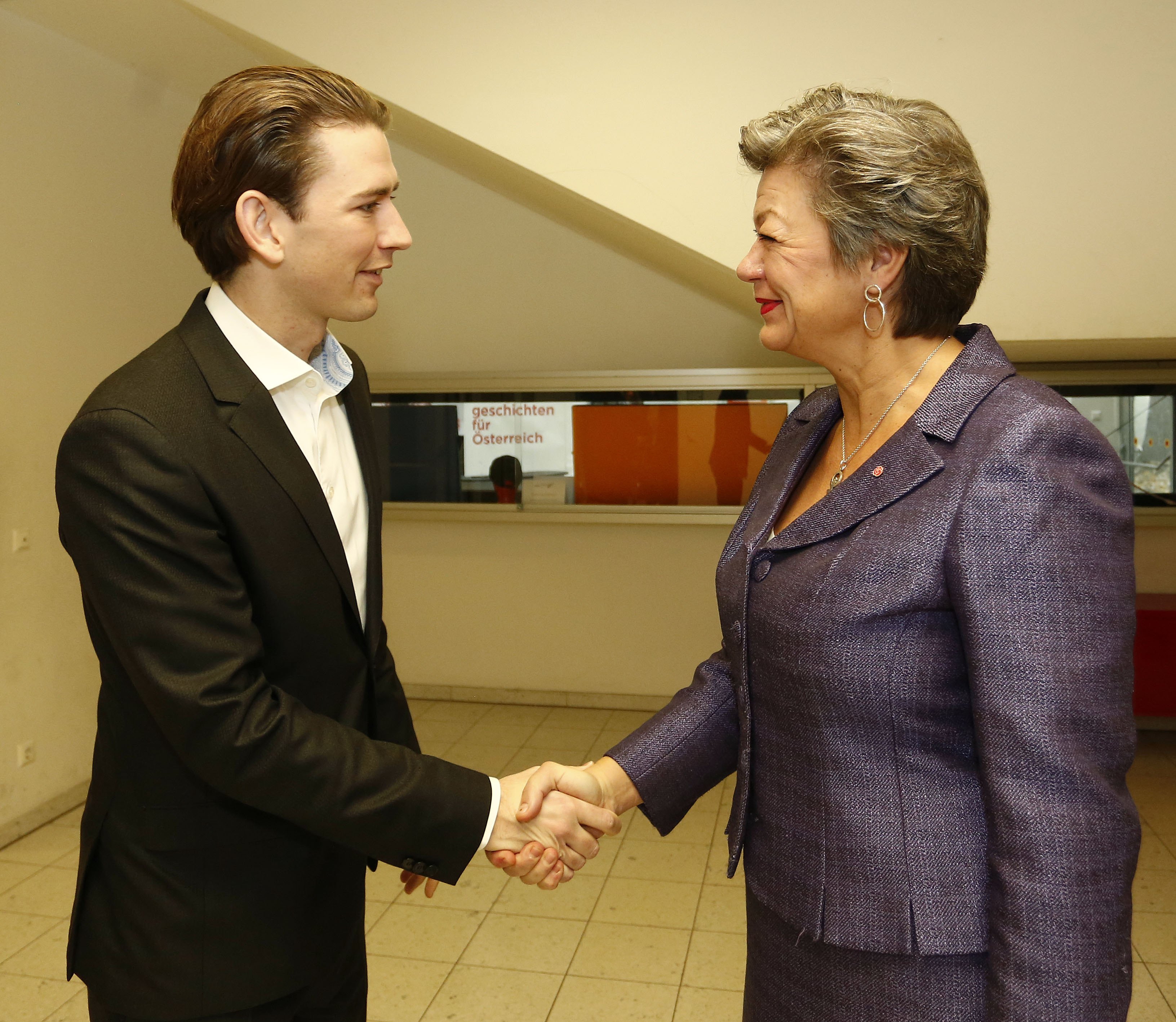
Arbetsmarknadsminister Ylva Johansson träffar Österrikes utrikesminister Sebastian Kurz inför Wien Future Talks-konferensen 2015.

Den 3 oktober 2014 utsågs hon till Sveriges arbetsmarknadsminister i regeringen Löfven I med ansvar för arbetsmarknadsfrågor samt integration. Den 24 februari 2016 fick hon i uppdrag att samordna regeringens politik vad gäller etablering av nyanlända.  Hon skulle samordna och ange inriktning för etableringspolitiken och fick ta politiska initiativ på områden som andra ministrar ansvarade för, till exempel inom utbildningspolitiken, socialpolitiken och bostadspolitiken. I Stefan Löfvens regeringsombildning 25 maj 2016 fick hon även titeln etableringsminister. Den 21 januari 2019 fick hon förnyat förtroende som arbetsmarknadsminister när regeringen Löfven II tillträdde.
Den 8 augusti 2019 presenterades Johansson som regeringens kandidat till ny svensk EU-kommissionär. Hon avgick som arbetsmarknadsminister 10 september och tillträdde som EU-kommissionär för inrikes frågor 1 december 2019.
Johansson är medlem i socialdemokratiska Stockholms arbetarekommun och i Södra kvinnoklubben. Hon har av författaren och S-kännaren Christer Isaksson beskrivits som tillhörande vänsterfalangen inom Socialdemokraterna. Hon har ett stort fotbollsintresse och har varit ordförande i Stockholms Fotbollförbund. Johansson blev 2018 vald till hedersmedlem i Hammarby fotboll.

## Privatliv
Johansson var 1990–1999 gift med Bo Hammar. 2002 gifte hon om sig med Erik Åsbrink. Paret separerade 2015, men är fortfarande gifta. Hon har tvillingar, födda 1994, i första äktenskapet och en son, född 2000, i andra giftet.

## Anmärkningslista
1. ↑  Johansson övertog de ansvarsområden som socialminister Lars Engqvist haft, samtidigt som posten som departementschef och titeln "socialminister" övertogs av Berit Andnor.[2]